# Wapello
Wapello è una città degli Stati Uniti d'America, situata nello Stato dell'Iowa, nella Contea di Louisa, della quale è il capoluogo.